# Stiven Rivić
Stiven Rivić est un footballeur croate, né le 9 août 1985 à Pula en Croatie.

## Carrière

### International
Stiven Rivić a été sélectionné avec la Croatie en moins de 17, 18 et 19 ans. Il a ensuite été international espoir avec sept sélections pour aucun but inscrit.

### Clubs
| Saison    | Club            | Pays           | Championnat         | Coupes nationales | Coupes continentales |
| --------- | --------------- | -------------- | ------------------- | ----------------- | -------------------- |
| 2003-2004 | Schalke 04      | Bundesliga     | -                   | -                 | -                    |
| 2004-2005 | Saint-Trond     | Jupiler League | 6 matchs            | -                 | -                    |
| 2005-2006 | NK Istra        | 1.HNL          | 30 matchs / 12 buts | -                 | -                    |
| 2006-2007 | Energie Cottbus | Bundesliga     | 7 matchs            | -                 | -                    |
| 2007-2008 | Energie Cottbus | Bundesliga     | 28 matchs / 2 buts  | 1 match           | -                    |
| 2008-2009 | Energie Cottbus | Bundesliga     | 15 matchs / 1 but   | 2 matchs          | -                    |
| 2009-2010 | Energie Cottbus | 2.Bundesliga   | 23 matchs / 5 buts  | -                 | -                    |
| 2010-2011 | Kaiserslautern  | Bundesliga     | 12 matchs / 2 buts  | 1 match           | -                    |
| 2011-2012 | Kaiserslautern  | Bundesliga     | -                   | -                 | -                    |
| 2011-2012 | NK Istra 1961   | 1.HNL          | 3 matchs            | -                 | -                    |
| 2012-2013 | Energie Cottbus | 2.Bundesliga   | 9 matchs            | -                 | -                    |

Dernière mise à jour le 29 décembre 2012

## Palmarès
Néant